# King Kobra
King Kobra é uma banda de glam metal formado pelo baterista Carmine Appice após a saída da banda solo de Ozzy Osbourne em 1984. A banda incluiu quatro músicos relativamente desconhecidos: o vocalista Mark Free, guitarrista David Michael-Philips, baixista Jonhy Rod, e o guitarrista Mick Sweda. Depois de 2 álbuns com a Capitol Records (Ready to Strike - 1985 e Thrill of a Lifetime - 1986), Appice decidiu dissolver a banda e o guitarrista John Sykes aderir a sua banda Blue Murder, em 1989.
Em 2010, um novo King Kobra surgiu com Carmine Appice na bateria, Paul Shortino assumindo os vocais, Michael Sweda na guitarra, David Henzerling (aka David Michael-Philips) na guitarra e Johnny Rod no baixo. Essa formação lançou um álbum homônimo em 2011, e lançou outro em 2013.

## História
Em 1986 lançaram o álbum Thrill of a Lifetime. Este álbum incluía a canção "Iron Eagle (Never Say Die)", que foi lançada na trilha sonora do filme Águia de Aço. Apesar da canção não ter tido sucesso na rádio, o videoclipe passava regularmente na MTV. Thrill of a Lifetime alcançou a posição #27 na Suécia.

## Formação

### Ready To Strike & Thrill of a Lifetime
- Mark Free - vocal
- David Michael Philips - guitarra (1984–1988)
- Johny Rod - baixo
- Mick Sweda - guitarra
- Carmine Appice - bateria

### King Kobra III
- Johnny Edwards - vocal
- David Michael-Philips - guitarra
- Jeff Northrup - guitarra
- Larry Hart - baixo
- Carmine Appice - bateria

### Hollywood Trash
- Kelly Keeling - vocal & baixo
- Mick Sweda - guitarra
- Steve Fister - guitarra
- Carmine Appice - bateria

## Discografia

### Álbuns
- Ready to Strike (1985)
- Thrill of a Lifetime (1986)
- King Kobra III (1988)
- The Lost Years (1999) (compilação)
- Hollywood Trash (2001)
- Number one (2005)
- King Kobra (2011)
- King Kobra II (2013)

### Singles
| Título                       | Ano  | Álbum                |
| ---------------------------- | ---- | -------------------- |
| "Hunger"                     | 1985 | Ready to Strike      |
| "Tough Guys"                 | 1985 | Ready to Strike      |
| "Iron Eagle (Never Say Die)" | 1986 | Thrill of a Lifetime |
| "Dream On"'                  | 1986 | Thrill of a Lifetime |
| "Home Street Home"           | 1986 | Thrill of a Lifetime |
| "Take It Off"                | 1986 | King Kobra III       |